# Drosophila curvispina
Drosophila curvispina este o specie de muște din genul Drosophila, familia Drosophilidae, descrisă de Mahito Watabe și Masanori Joseph Toda în anul 1984. Conform Catalogue of Life specia Drosophila curvispina nu are subspecii cunoscute.